# 자투리 문화
자투리 문화(---文化) 또는 스낵컬처(snack culture)란 언제 어디서나 간편히 즐길 수 있는 스낵처럼, 이동시간 등 짧은 시간에도 쉽게 즐길 수 있는 새로운 형식의 문화 소비 트렌드이다.

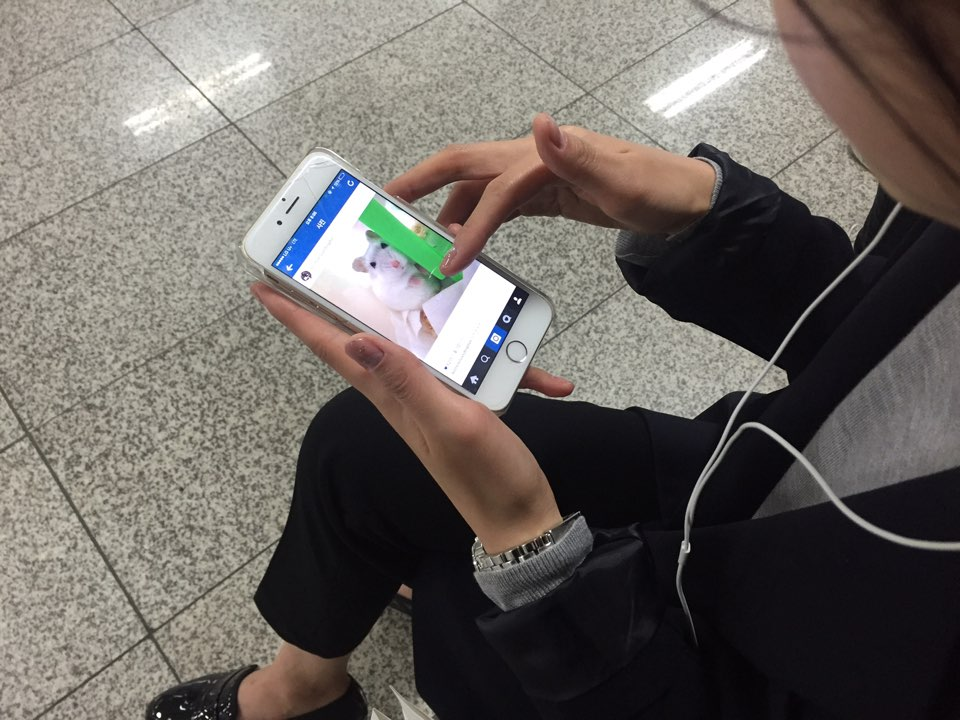
스낵컬처를 이용하는 현대인

## 배경
스낵컬처는 바쁜 현대인들이 여가시간을 따로 투자하기보다는 자투리 시간을 활용해 간단히 문화생활을 즐기고자 하면서, 여러 분야로 확산되었다.즉 시간적으로나 경제적으로나 부담 없이, 소박하게 문화를 즐기고자 하는 성향이 스낵컬처를 우리 사회에 만연하게 하였다. 스낵컬처의 확산에는 모바일 기기의 대중화가 주요한 역할을 했다. 특히 스마트폰을 통해 언제 어디서나 콘텐츠를 즐길 수 있게 된 것이다. 특히 출퇴근시간 지하철에서도 많은 사람들이 스마트폰을 통해 뉴스 등을 보며 스낵컬처를 즐기고 있다. 스마트폰의 대중화에 힘입어, 웹드라마나 웹툰을 원작으로 한 모바일 영화 등 15분 내외로 즐길 수 있는 모바일 콘텐츠들이 등장했다. 방송의 경우, 핵심내용만 담은 짧은 클립방송이 인기를 얻게 되었다. 물론 스낵컬처는 이러한 스마트폰을 통한 콘텐츠 감상뿐만 아니라, 짧은 시간 내에 즐길 수 있는 소소한 문화 활동까지도 모두 커버한다.

## 특징

### 가벼운 내용
모바일로 간편하게 콘텐츠를 소비하려는 욕구가 많아지면서 내용도 간추려진 것을 찾아보는 경향이 많아졌다. 또한 바쁜 생활 속에서 짧은 시간 안에 재미를 느끼고 싶어 하는 현대인들이 많기 때문에 지금의 스낵컬처는 단순한 흥미위주의 가벼운 내용이 주가 되고 있다. 대표적으로 앱 피키캐스트가 있다.

### 시간과 장소의 구애를 받지 않는다
한국인의 스마트폰 하루 평균 사용시간이 219분인 만큼 스마트폰 사용시간에 맞춰 모바일 콘텐츠가 진화했다. 항상 지니고 다니는 스마트폰으로 뉴스, 드라마 등의 다양한 콘텐츠에 접근이 가능하기 때문에 어디에서나 콘텐츠를 즐길 수 있게 된지 이미 오래다. 이제는 스낵컬처의 도움으로 핵심 내용만 간추려서 카드 뉴스로 간편하게 원하는 정보를 얻고, 영상클립으로 짧은 시간 안에 문화생활을 할 수 있다. 말 그대로 ‘한입 사이즈’의 다양한 콘텐츠 덕분에 긴 시간을 투자할 필요가 없어졌다.

### 비용의 부담이 적다
문화생활을 하려면 시간적으로도 금전적으로도 투자를 해야 하는 경우가 많았다. 하지만 스낵컬처의 도움으로 제품, 서비스, 콘텐츠를 많은 시간과 높은 비용을 할애할 필요가 없어졌다. 저렴한 가격으로 간편하게 패스트푸드 를 즐기고, 오랜 시간을 투자하여 프로그램의 처음과 끝까지 시청하지 않아도 되며, 두꺼운 시집을 살 필요 없이 SNS상에서 짤막한 시를 감상할 수 있다.

## 종류

### 웹드라마
모바일 기기와 웹으로 보는 평균 10-15분 정도 분량의 짧은 드라마이다. 3분짜리부터 30분까지 다양하게 제작되고 있다.또한 최근에는 기업들뿐만아니라 전문 제작사들도 웹드라마 제작에 앞장서고 있다. 기업들의 경우에는 홍보를 목적으로 하는 경우가 많다. 대표적으로는 싸이더스iHQ ‘연애세포’가 있다. 웹드라마는 'sns드라마', '모바일 드라마','드라마툰' 등으로 불린다. 네이버TV, 다음카카오, YouTube 등 동영상 스트리밍 서비스 방식으로 재생된다. 최초의 국내 웹드라마는 윤성호 감독 '할 수 있는 자가 구하라'이다.

### 웹예능
웹예능은 '신서유기'를 시작으로 처음 등장하게 된 포맷의 스낵컬처이다. 나영석 PD가 제작한 웹예능, '신서유기'는 회당 10분짜리의 영상으로 인터넷으로만 볼 수 있는데, 이는 스낵컬처의 주력상품으로 떠오르고 있다. 웹예능은 공중파 예능과 다르게 많은 제약에서 벗어났다. 브랜드의 노출이나 출연진의 대화도 더 자유롭다. 런닝타임은 5분에 10분 사이이다.

### 웹소설
작가가 출판물이 아닌 웹을 통해 소설을 공개하는 것이다. 웹소설의 시초는 인터넷 소설, 온라인 소설이다. 이러한 상황 속에서 네이버가 2013년 1월에 실시한 '네이버 웹소설'서비스를 통해 '웹소설'이 대중화되기 시작했다. 또한 대표 웹툰 사이트인 레진코믹스가 2015년 9월 7일부터 웹소설 서비스를 시작하면서 더 많은 소설들을 공개하고 있다. 서비스 시작과 동시에 14개의 작품을 선보였으나 현재 서비스를 종료했다. 그 외에도 조아라, 문피아, 북팔 등이 웹소설 서비스를 운영하고 있다. 웹소설 조회수 1위 작가 윤이수의 '구르미 그린 달빛' , 작가 요도 김남재의 '마왕', 작가 고결의 '고결한 그대'가 대표적인 웹소설이다. '고결한 그대'는 웹드라마로도 제작되었다.

### 웹툰
인터넷이 발달함에 따라 만화계는 출판시장에서 온라인시장으로 중심축이 이동하고 있다. 이러한 현상은 2000년대에 인터넷이 발달하면서 작가들이 개인 홈페이지에 만화를 연재하면서 웹툰이라는 문화가 등장하기 시작했다. 권윤주 작가의 '스노우캣' 와 강풀 작가의 개인 홈페이지인 '강풀탓컴' 등이 활성화 되면서 웹툰 시대를 맞이하게 되었다. 또한 웹툰 작가들의 웹툰들을 모아서 연재해주고 투자를 하는 웹툰 사이트들의 등장은 웹툰시장을 활성화했다. 주요 웹툰 사이트로는 네이버 웹툰, 다음 만화속세상, 레진코믹스, 네이트 만화 등이 있다. 특히 이러한 대한민국의 웹툰 문화 시장은 모바일기기에 최적화된 콘텐츠를 제작하고 있다. 특히 스마트 툰의 경우, 다양한 효과음과 배경음악은 물론 다양한 시각적 효과를 활용해 기존의 만화의 틀을 깬 공감각적 콘텐츠로 변화하고 있는 모습을 보인다. 그 예로는 자바스트립트와 플래시를 활용한 호랑작가의 '옥수역 귀신', '봉천동 귀신', 김규삼작가의 '하이브' 등이 있다. 대한민국의 웹툰은 그 위상을 인정받아 현재 해외로 수출되고 있으며, 프랑스의 경우에는 대한민국의 웹툰 기업 레진코믹스를 밴치마킹한 회사 델리툰이 2012년 5월 생기기도 했다. 뿐만 아니라 웹툰은 다양한 파생상품들을 만들며 중요 콘텐츠 시장으로 자리 잡고 있다. 웹툰의 콘텐츠는 드라마나 영화의 소재로 많이 사용되고 있다. 윤태호작가의 웹툰 미생은 드라마로 제작되어 큰 인기를 얻었으며, 강풀작가의 그대를 사랑합니다도 영화로 제작되었다. 또한 웹툰 속 캐릭터는 캐릭터 산업으로 발전해 다양한 상품들이 제작 판매되고 있다.
| 서비스명          | URL                                                      | 대표 작가와 작품명                            |
| ----------------- | -------------------------------------------------------- | --------------------------------------------- |
| 네이버웹툰        | http://comic.naver.com/index.nhn                         | 오성대-《기기괴괴》, 순끼-《치즈인더트랩》    |
| 다음 만화 속 세상 | http://webtoon.daum.net/ 보관됨 2014-12-24 - 웨이백 머신 | 강풀-《마녀》,《조명가게》, 김종훈-《살생부》 |
| 네이트웹툰        | http://comics.nate.com/main/                             | 윤태호-《인천상륙작전》, 《미생》             |
| 레진코믹스        | http://www.lezhin.com/                                   | [ 깨진 링크 ( 과거 내용 찾기 ) ]              |

### 뉴스
대표적으로 카드 뉴스가 있다. 카드뉴스는 모바일기기에서만 볼 수 있는데, 뉴스를 이미지화시켜서 뉴스의 간단히 중요 요점만 볼 수 있다는 점에서 인기이다. 또한 포털사이트등에 뉴스를 꼭지 별로 짧은 영상들을 업로드해 시청자들이 뉴스 전체를 보지 않고 개별적으로 뉴스를 소비할 수 있게 하고 있다.

### 다양한 앱
스낵컬처를 즐길 수 있는 앱으로는 피키캐스트, 몬캐스트 등이 있다. 이 앱들은 앱 내에 뷰티, 푸드, 시사, 라이프스타일 등 다양한 분야의 짧은 콘텐츠들을 업로드하고 사용자들이 이를 즐길 수 있도록 한 것들이다. 특히 피키캐스트는 동영상 자동재생 기능 'AV' 기술을 통해 이용자들이 더 쉽고 간편하게 스낵컬처를 즐길 수 있도록 도모하고 있다

## 활용
스낵컬처는 미디어를 소비하는 문화트랜드로 시작했지만 산업, 예술 등 다양한 분야에서 다양한 스낵컬처가 등장하고 있다. 먼저, 캠핑분야에서의 스낵컬처이다. 이들은 보통의 캠핑에 비해 상대적으로 적은 시간과 노력이 요구되는 간단한 캠핑이다. '데이캠핑'은 나들이와 캠핑의 결합으로 반나절 동안만 캠핑을 즐기는 캠핑 유형이다. 반대로 심야 캠핑만을 즐기는 '올빼미 캠핑'도 있다. 이들은 보통 금요일 밤에 캠핑을 시작해 토요일 오전에 철수한다. 이러한 스낵컬처로의 캠핑족들이 증가하면서 간단한 캠핑 장비들도 많이 등장하고 있다. 다음은 'snack learning'.으로 교육분야에서의 스낵컬처이다. 이는 학생들에게 러닝타임이 짧은 강의를 제공해 학생들이 언제 어디서든 모바일 기기를 통해 짧은 시간동안 공부할 수 있게끔 하는 교육방식이다. 뿐만 아니라, 상품을 판매할때에도 스낵컬처의 기본적 특성을 이용해 '랜덤박스'.라는 판매 마케팅을 사용하고 있다. 이는 1만원에서 5만원 가격 상당의 상품을 각각의 상자에 담아 포장한 후에 랜덤으로 1만원에 판매하는 전략이다. 이는 소비자들이 제품을 고르는데 필요한 시간을 줄이고, 단순하게 이뤄지는 판매와 소비로 인기 마케팅 전략으로 자리잡고 있다. 뿐만 아니라, 스낵컬쳐는 트위터에서의 글자 140자 제한 수, 인스타그램의 짧은 영상, 10분 홈트레이닝 영상, 지하철역에서 이뤄지는 작은 음악회 등 다양한 방식으로 발현되고 있다.